# Niceville
Niceville és una població dels Estats Units a l'estat de Florida. Segons el cens del 2000 tenia 11.684 habitants.

## Demografia
Segons el cens del 2000, Niceville tenia 11.684 habitants, 4.637 habitatges, i 3.385 famílies. La densitat de població era de 413,1 habitants/km².
Dels 4.637 habitatges en un 31,5% hi vivien nens de menys de 18 anys, en un 59,3% hi vivien parelles casades, en un 10% dones solteres, i en un 27% no eren unitats familiars. En el 21,8% dels habitatges hi vivien persones soles el 7,8% de les quals corresponia a persones de 65 anys o més que vivien soles. El nombre mitjà de persones vivint en cada habitatge era de 2,49 i el nombre mitjà de persones que vivien en cada família era de 2,89.
Per edats la població es repartia de la següent manera: un 23% tenia menys de 18 anys, un 9,4% entre 18 i 24, un 27,4% entre 25 i 44, un 27,2% de 45 a 60 i un 12,9% 65 anys o més.
L'edat mediana era de 39 anys. Per cada 100 dones de 18 o més anys hi havia 94,1 homes.
La renda mediana per habitatge era de 45.685 $ i la renda mediana per família de 51.627 $. Els homes tenien una renda mediana de 34.583 $ mentre que les dones 20.987 $. La renda per capita de la població era de 20.175 $. Entorn del 7,2% de les famílies i el 9,6% de la població estaven per davall del llindar de pobresa.

## Poblacions més properes
El següent diagrama mostra les poblacions més properes.